# Avocat (métier)
Pour les articles homonymes, voir Avocat.
En droit, l'avocat est un juriste dont les fonctions traditionnelles sont de conseiller, représenter, d'assister et de défendre ses clients, personnes physiques ou morales, en justice, en plaidant pour faire valoir leurs droits. Par ailleurs, l'avocat s'acquitte d'une fonction de conseil mais aussi de rédacteur d'actes.
Les avocats représentent et défendent leurs clients dans des affaires aussi diverses qu’un divorce, une succession, un litige, un vol, un crime, etc. Et, de fait, certains avocats se spécialisent : en droit des affaires, en droit du travail, en droit de la famille, etc.
Le métier d'avocat n'est pas soumis à obligation de résultat, seulement de moyens.

## Étymologie
Le terme français avocat est dérivé du latin advocatus, littéralement « celui qui est appelé [à assister quelqu'un en justice] », et désigne un « homme dont la profession est de plaider ». On le rencontre au cours de l'histoire sous les formes avocaz ou avocace. La forme au féminin avocate désigne au départ l'épouse d'un avocat, mais prend au XXe siècle le sens de « femme exerçant la profession d'avocat ». Le terme d'avoué a la même origine.

## Histoire

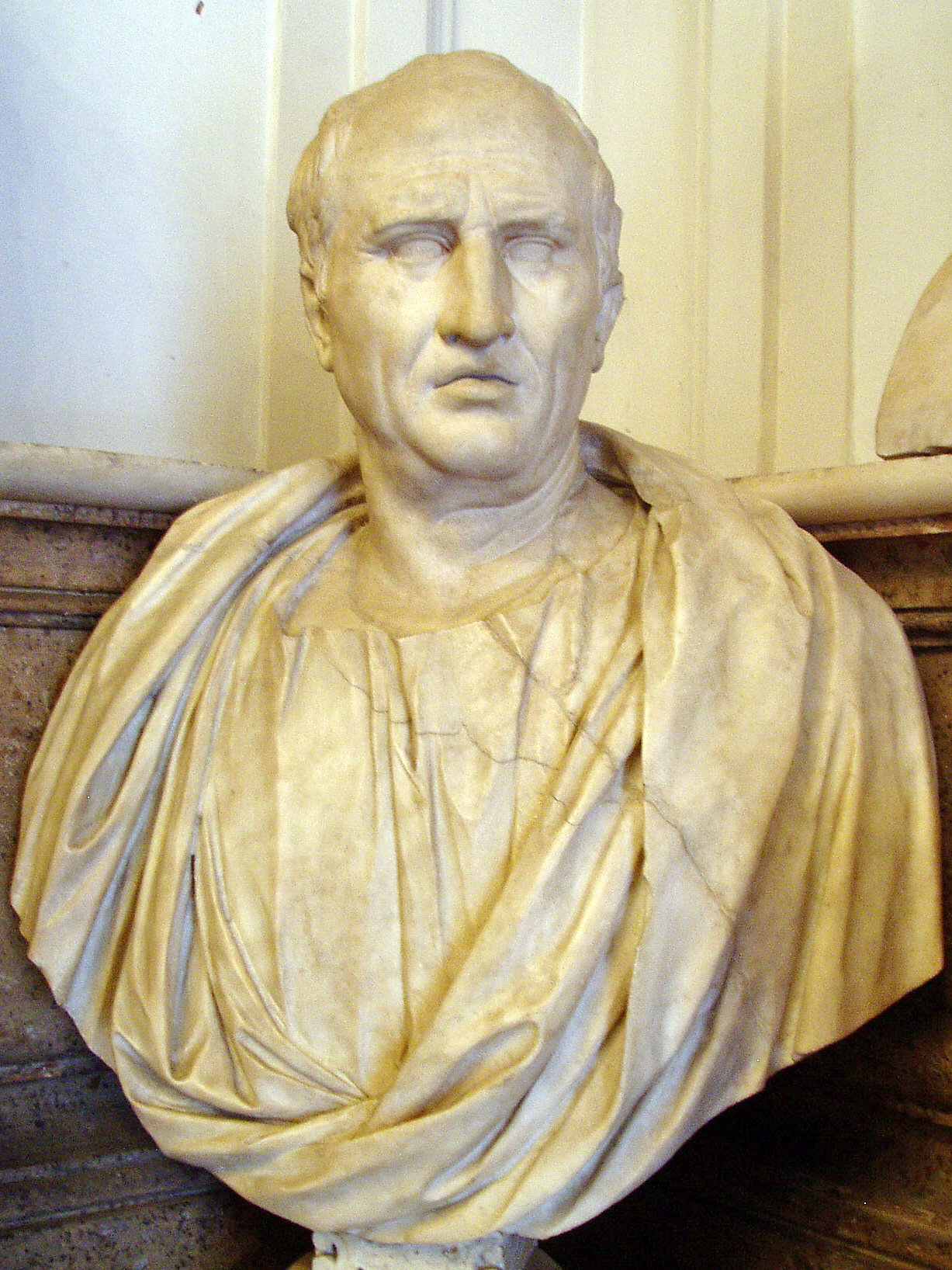
Cicéron, l'un des avocats antiques les plus connus.

Dans l'Antiquité, en Grèce et à Rome officiaient déjà des défenseurs, mais le plus souvent, l'accusé devait se défendre lui-même. Selon le code de Solon, l'accusé devait plaider sa cause devant le tribunal, recourant aux services du logographe s'il se sentait incapable de produire un discours convenable. À Rome, l'intervention d'avocats devient courante dans les derniers siècles de la République mais, légalement, ne peut donner lieu à rémunération conformément à la loi Cincia. Ce n'est que sous l'Empire que la loi fut, sinon abolie, du moins mitigée. Tacite, dans le Dialogue sur les orateurs donne des renseignements sur la richesse des avocats Vibius Crispus et Éprius Marcellus. N'importe quel orateur brillant ou juriste compétent peut se constituer avocat. Au VIe siècle, l'empereur Justinien crée la corporation des avocats pour la première fois, l’« Ordre des Avocats ».
En France :
- la première mention relative à des avocats figure dans un capitulaire de Charlemagne de 802. Dans le royaume de France, Philippe III le Hardi rédige l'ordonnance du 23 octobre 1274 reconnaissant aux avocats membres du Parlement la qualité de corps constitué (droit au titre de « Maître »), soumis au secret professionnel et organisant le métier d'avocat : parmi les règles se trouve l'obligation de prêter serment, de défendre une cause juste et de recevoir un salaire modéré (honoraire maximum fixé à 30 livres)[5]. Une partie des avocats du Moyen Âge étaient des clercs, portant une robe noire qui reste le costume de cette profession en France.
- La pratique du barreau (appelé ordo) ne débute qu’avec la fixation du Parlement de Paris en 1302 et la création du tableau des avocats (liste des individus ayant le pouvoir de défendre à la Cour) en 1327 par Philippe de Valois. Apparaissent alors les premières règles de déontologie.
- En 1344, un arrêt de règlement du Parlement de Paris officialise le statut d'avocat dont la profession compte 51 membres en 1340[4].
- L'Ordonnance de Villers-Cotterêts en 1539 limite le rôle de l'avocat en matière criminelle, l'accusé étant privé de défenseur lors de l'instruction et à l'audience.
- La Révolution française supprime la profession, et les avocats sont remplacés par des « défenseurs officieux », rôle qui théoriquement peut être occupé  par tout citoyen pour se défendre lui-même ou défendre autrui. Dans les faits, la fonction est largement occupée par d'anciens juristes professionnels et semble-t-il uniquement par des hommes. Olympe de Gouges ne parvient pas malgré sa demande à se faire la défenseuse officieuse de Louis XVI[6].  Toutefois le rôle de l'avocat de la défense est réaffirmé, autorisant sa présence pendant l’instruction (sans droit d’intervention) et la plaidoirie.
- La fonction est rétablie par Napoléon avec la loi du 22 ventôse an XII (13 mars 1804) . Elle est toutefois réservée aux titulaires d'une licence universitaire, ce qui de facto exclut les femmes de son exercice, celles n'ayant pas accès au diplôme. Il faut attendre 1900 pour qu'une loi spécifique les concernant leur accorde ce droit à la fonction et au titre, après une décision en Cour d'appel de 1897 refusant à Jeanne Chauvin le seul droit au titre qu'elle réclamait[6].

Le bâtonnier est le président du conseil de l'Ordre des avocats ; il portait un bâton dans les processions religieuses médiévales. Son rôle consiste notamment à régler les litiges entre confrères. Un barreau séparait l'avocat du public.
Les avocats portent une robe. Plus précisément, la robe des avocats désigne un costume professionnel, dont le port est obligatoire depuis la loi du 31 décembre 1971. La robe des avocats puise son origine dans les soutanes religieuses, puisqu'initialement, les avocats étaient essentiellement des ecclésiastiques. D'ailleurs, c'est pour cette raison que la robe est aujourd'hui ornée de 33 boutons, symbolisant l'âge du Christ au jour de sa mort. La robe de l'avocat garantit l'égalité d'apparence entre tous les membres d'un barreau et l'autorité relative à cette profession dédiée au conseil.

## Par pays

### Amérique du Nord

#### Canada
Au Canada, deux traditions juridiques coexistent au niveau du droit privé civil. Au Québec, en droit privé et dans les autres matières relevant de la compétence provinciale, le droit romano-civiliste d'origine française prévaut. Cependant, en droit public et dans les autres matières relevant de la compétence fédérale, c'est la common law qui s'applique. Pour ce qui est des autres provinces, la common law (d'origine anglaise) est appliquée en droit privé aussi que public.
Pour détenir le statut d'avocat au Canada, il faut être titulaire d'un diplôme universitaire de premier cycle appelé baccalauréat en français (en anglais : bachelor's degree) d'une faculté de droit ou avoir un titre universitaire comparable et être membre du Barreau d'une province canadienne (ex. : Barreau du Québec). L'admission au Barreau d'une province est conditionnelle à la réussite des examens dudit Barreau et à l'accomplissement d'un stage en milieu de travail.

#### Québec
Au Canada, mais surtout dans la province de Québec, il est courant de voir des cabinets d'avocat ou des études de notaire qui emploient des parajuristes ou techniciens en droit pour les seconder dans l'exercice de leurs fonctions.
L'accès à la profession d’avocat en France à une personne non titulaire du CAPA[Quoi ?] français et membre d’un barreau dans un État n’appartenant pas à l’Union européenne (article 100 du décret du 27 novembre 1991) a été adaptée pour les avocats inscrits au tableau du Barreau du Québec en vertu d’un Arrangement en vue de la reconnaissance mutuelle des qualifications professionnelles (ARM) conclu le 30 mai 2009 entre le Conseil national des barreaux et le Barreau du Québec.

#### États-Unis
Les avocats américains, afin d'accéder à la formation professionnelle, doivent préalablement être titulaires d'un diplôme de premier cycle (quatre années d'études universitaires) en n'importe quel domaine. Ensuite, il faut réussir un examen d'admissibilité appelé « Law School Admission Test » (LSAT), et à la suite d'un résultat favorable, suivre trois années d'études de droit à une faculté de droit en vue d'obtenir un diplôme de deuxième cycle appelé « Juris Doctor ».
Chaque État a son propre barreau et tout avocat ne peut exercer que dans l'État où il est membre. Pour être admis à la profession, il suffit de réussir l'examen du barreau (de l'État où on entend exercer ou disposer d'une étude permanente) et de remplir annuellement l'inscription au barreau (autrement dit, payer les cotisations annuelles) en contrepartie d'un permis d'exercice. Le stage professionnel comme condition d'accès a été abandonné de façon générale à la fin des années 1960 au profit de l'exercice immédiat en milieu professionnel (en cabinet) en tant qu'avocat employé (associate). Les avocats peuvent s'associer en cabinets, pour lesquels toutes les structures sont admises : société unipersonnelle, société civile professionnelle ou société d'exercice libéral.
Le système juridique américain ne reconnaît pas la distinction avocat-notaire des pays de droit romano-civiliste. Les avocats américains s'occupent donc tant des successions et des transactions immobilières que du contentieux et la représentation en justice. L'avocature ne connaît non plus ni la division stricte de type plaidant-avoué pratiquée dans les autres pays de common law ou ailleurs, ni la profession de conseil juridique ; l'avocat est ainsi un juriste généraliste passe-partout. Toutefois, l'avocat américain a tendance à s'attribuer une spécialisation ou d'avocat extrajudiciaire (office lawyer) ou d'avocat plaidant (trial lawyer)
Chaque État a son propre régime juridique hérité de la common law, sauf la Louisiane qui a gardé le droit privé du Code civil français mais a reçu le droit public de la common law. Le droit fédéral prime sur celui des États. Cependant, la mobilité entre États est favorisée, ou entre le droit étatique et le fédéral.
Le nombre d'avocats a plus que quadruplé aux États-Unis depuis 1967, surtout au début des années 1980 :
- 1967 : 240 600 (1,3 avocat par 1 000 habitants) ;
- 1980 : 350 000 ;
- 1987 : 741 700 ;
- 2000 : 1 000 000 (3 avocats pour 1 000 habitants).

L'avocat défendeur est le plus souvent un défenseur commis d'office qui ne peut passer que quelques minutes avec son client avant d'entamer les négociations avec le procureur. Il n'existe pas de données au niveau fédéral, mais des statistiques concernant l'État de Washington indiquent que les avocats commis d'office travaillent en moyenne moins d'une heure sur chaque affaire.

### Asie

#### Chine
En république populaire de Chine, le métier d'avocat n'a pas le sens traditionnel qu'on lui accorde en Occident. Pendant la révolution culturelle il n'y avait aucun avocat. Les avocats des corps d'État sont apparus dans les années 1980 avec Zhang Sizhi, lors du procès de la bande des Quatre et des généraux de Lin Biao.
Les droits de la défense ne bénéficient d'aucune garantie et la profession reste désorganisée et soumise à la justice d'État et sous le contrôle du Parti communiste chinois. Le secret professionnel n'existe pas et l'organisation All-China Lawyers Association, contrôlée par le ministère de la Justice, a publié en mars 2006 des règles de conduite à destination des avocats leur intimant « de discuter en toute transparence avec les juridictions concernées » des affaires impliquant plus de dix plaignants (source : Profession Avocat, janvier février 2008, no 1).

#### Iran
Selon le site de l’ordre des avocats d’Iran : « À l’heure actuelle, les ordres des avocats et leurs membres se trouvent en face d’un problème majeur qui résulte de l’adoption d’une nouvelle loi confiant au pouvoir judiciaire la délivrance des permis d'exercer la fonction d’avocat. Il s'agit d'une atteinte à l’indépendance de la défense pourtant vitale pour la protection des personnes nécessitant une impartialité absolue. […] cet état de fait est à la fois contraire au droit de défense, aux droits à la défense et à l'article 35 de la loi constitutionnelle de l’Iran. »
Selon Amnesty International, qui soutient entre autres le cas de l'avocat Nasser Zarafshan, le système juridique ne protège pas la liberté d'expression et d'association :

« Les irrégularités nombreuses constatées dans le fonctionnement du système judiciaire iranien sont liées à une série de causes : des lois contradictoires et vagues qui limitent la liberté d'expression et d'association ; la structure défectueuse du système judiciaire qui manque d'indépendance véritable, qui est marqué par une méthode de désignation malsaine, et dont le fonctionnement est entravé par l'absence de séparation des pouvoirs ainsi que par l'obligation légale pour les juges de rendre une décision dont la responsabilité personnelle leur est imputée et qui ne repose pas toujours sur un texte de loi. »

Au mois de novembre 2004, l'Assemblée générale des Nations unies a adopté une résolution condamnant la situation relative aux droits fondamentaux dans le pays. Le texte attirait l'attention notamment sur « le non-respect des normes internationales dans l'administration de la justice, l'absence de garanties d’une procédure régulière, le refus de garantir un procès public et équitable et le droit à un avocat », et déplorait certaines formes de discrimination systématique. L'Assemblée générale priait le gouvernement iranien de nommer un procureur indépendant et impartial à Téhéran et d'honorer ses obligations internationales. La visite du Groupe de travail des Nations unies sur les disparitions forcées ou involontaires a été ajournée à la demande des autorités iraniennes,.

### Europe
Le Conseil des barreaux européens (CCBE), une association internationale sans but lucratif, représente les barreaux européens. En sont membres les barreaux de trente-et-un pays et de onze pays associés et observateurs, soit environ un million d’avocats européens.

#### Belgique
En Belgique, il n'y a plus d'Ordre national depuis la sécession de l’Orde van Vlaamse Balies en 2001. La profession est désormais divisée entre l'Ordre des Barreaux flamands Orde van Vlaamse Balies et l'Ordre des Barreaux francophones et germanophone (art. 488 et suiv., code judiciaire). Ils sont composés par les Ordres des avocats des communautés respectives. Il existe un Ordre des avocats dans le ressort de chaque tribunal de première instance (dans la plupart des sections des arrondissements judiciaires).
Pour devenir avocat, il faut être licencié (ou titulaire du master) en droit (les études de droit durent cinq ans) ou, pour les futurs diplômes, titulaire d'un master en droit (art. 428, C. jud.). Un diplôme similaire délivré à un ressortissant d'un État-membre de l'UE peut être également reconnu par l'OBFG ou l'OVB (art. 428bis s., C. jud.).
Une fois licencié (ou dès l'obtention du master en droit), le candidat doit trouver un ou plusieurs maîtres de stage. Pour pouvoir être maître de stage, il faut être inscrit au tableau de l'Ordre en principe depuis au moins cinq ans.
Après avoir fait viser son diplôme par le Procureur général près la Cour d'appel du ressort, il doit prêter serment devant la Cour d'appel en présence du bâtonnier de l'Ordre des avocats du siège de la cour d'appel (art. 429, C. jud.). Le serment est le suivant : « Je jure fidélité au roi, obéissance à la Constitution et aux lois du peuple belge, de ne point m'écarter du respect dû aux tribunaux et aux autorités publiques, de ne conseiller ou défendre aucune cause que je ne croirai pas juste en mon âme et conscience. » Il peut alors demander au Conseil de l'Ordre de l'inscrire sur la liste des stagiaires.
Il lui faut ensuite suivre un ensemble de cours du certificat d'aptitude à la profession d'avocat (CAPA) organisé sous la responsabilité du Barreau auquel le stagiaire a sollicité son inscription (art. 435, C. jud.). Ces cours sont suivis durant la première année de stage. Le stagiaire doit réussir dans les deux ans les examens qui ont trait aux matières enseignées. En cas de réussite, il pourra solliciter, au bout de trois ans de stage, son inscription au tableau des avocats du Barreau en question (art. 434, C. jud.).
En Belgique, le stagiaire a pleinement la qualité d'avocat dès son inscription sur la liste des stagiaires. Il est donc habilité à en exercer toutes les prérogatives (art. 439, C. jud.). Ceci est justifié par la longueur de ses études de droit (cinq ans).
Depuis le Code judiciaire de 1968, la profession d'avoué a disparu afin de diminuer le nombre d'intervenants professionnels et donc le coût de la procédure pour le justiciable. L'avocat est désormais le seul « maître du procès » puisque, seul, il représente ou assiste son client, il a également le pouvoir de conclure et plaider pour son client.
Les avocats peuvent plaider devant toutes les juridictions de l'ordre judiciaire, mais aussi devant le Conseil d'État (juridiction administrative) et la Cour constitutionnelle.
Il n'y a donc qu'une subdivision au sein des avocats en Belgique : celle entre les avocats et les avocats à la Cour de cassation. Ces derniers forment un barreau distinct avec un effectif très limité de quarante[réf. souhaitée]. Ils ont le monopole de plaidoirie devant cette Cour, sauf en matière pénale et fiscale.
Au palais, les avocats portent une toge très proche du vêtement des avocats français (art. 441, C. jud.) mais contrairement à ces derniers, ils ne peuvent porter dessus aucune distinction ni médaille.

#### France

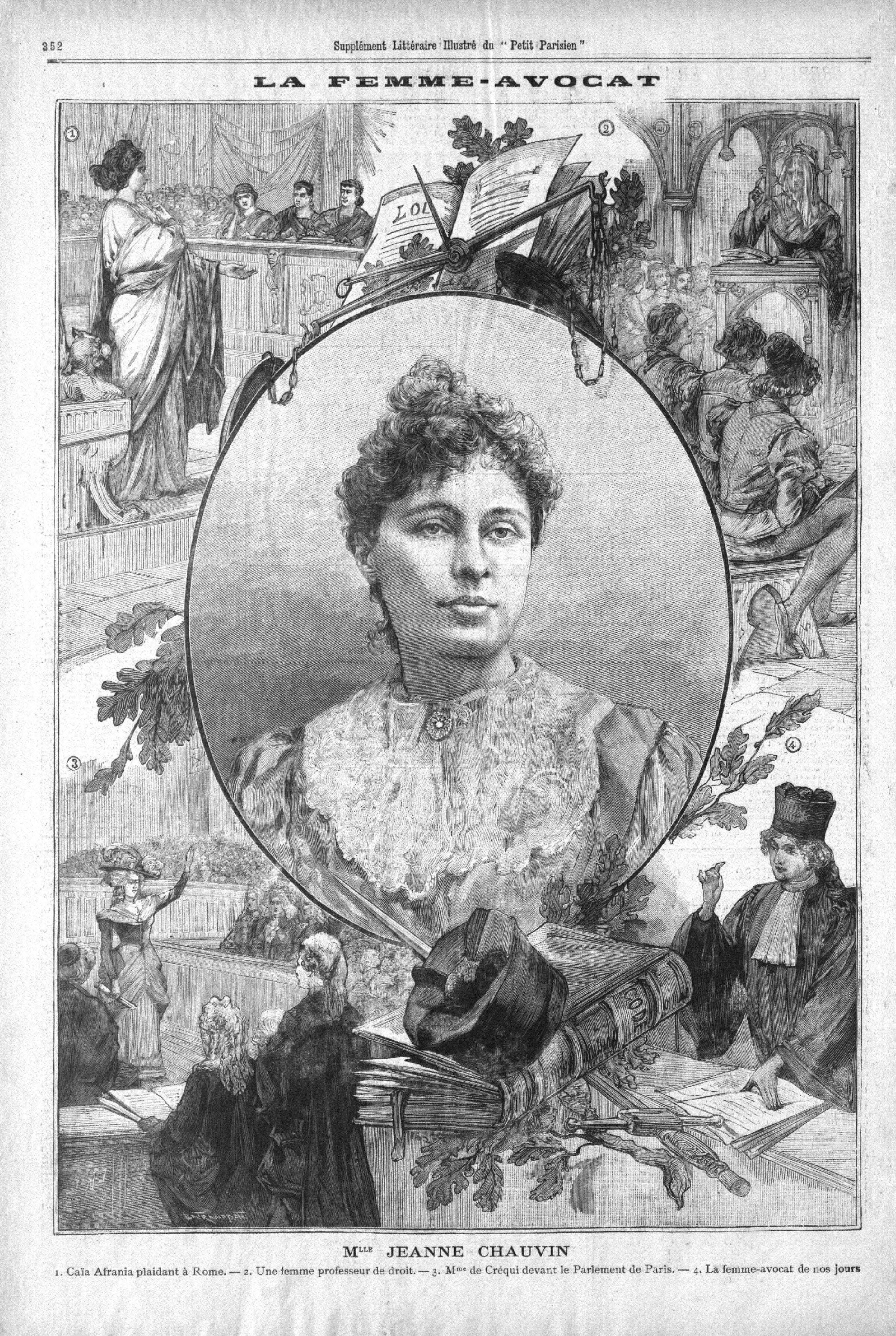
La femme-avocat - Mme Jeanne Chauvin - Le Petit Parisien, supplément littéraire illustré, en 1897.

Jusqu'en 1920 en France, toute personne diplômée d'une licence de droit peut prêter serment et devenir avocat, ce qui suscite quelques libertés quant à l'utilisation du titre d'avocat par certaines professions. Dans l'article 5 du décret du 20 juin 1920, il est alors précisé que seuls les licenciés en droit « régulièrement inscrits au tableau ou en stage » peuvent prétendre à ce titre.
À la suite de la fusion avec d'autres professions connexes, en 1971, 1990 et 2012, la profession d'avocat regroupe aujourd'hui les précédentes professions d'avoué et de conseil juridique.
L'avocat est un auxiliaire de justice dont la profession est régie principalement par la Loi 71-1130 du 31 décembre 1971 modifiée, et par le décret n°91-1197 du 27 novembre 1991 organisant la profession d'avocat.
Il exerce sa profession de manière indépendante et n'est donc soumis à aucune autorité hiérarchique, sauf, en ce qui concerne les avocats salariés, à celle qui porte sur l'organisation du travail. Ce métier fait partie de la nomenclature des professions et catégories socioprofessionnelles plus précisément dans la catégorie 3, celle des cadres plus précisément dans les professions libérales 31, enfin plus précisément en 312 avocat.
Depuis la loi no 70-9 du 2 janvier 1970, dite Loi Hoguet, un avocat peut être mandataire en transactions immobilières pour recueillir un mandat de vente, d'achat, de location ou de recherche de location d'un bien immobilier. Le rôle de professionnel du droit, les principes déontologiques, et les règles de représentation des fonds qui s'imposent à l'avocat mandataire en transactions immobilières sont des garanties pour le mandant, désireux de sécuriser sa transaction tant sur le plan juridique (rôle de conseil de l'avocat) que financier ; dépôt des fonds à la Caisse des règlements pécuniaires des avocats (Carpa).
Pour être avocat, il faut, après quatre années de droit (niveau master 1, dit maîtrise), réussir l'examen d'entrée d'un cursus conduisant à un diplôme terminal, le certificat d'aptitude à la profession d'avocat (CAPA). Après ce parcours (18 mois dans une École d'avocats, sanctionnés par la réussite à l'examen de sortie), le futur avocat prête serment devant la première chambre de la Cour d'appel dont dépend le tribunal judiciaire auprès du barreau auquel il souhaite être rattaché, et être inscrit audit barreau après présentation au conseil de l'ordre pour être habilité à exercer la profession d'avocat.
L'avocat français est soumis à une déontologie, strictement détaillée, notamment par le Règlement intérieur national (RIN), qui est le code de déontologie des avocats (les avocats inscrits à l'Ordre des avocats de Paris sont soumis plus spécialement au Règlement intérieur du Barreau de Paris qui mentionne la lettre P avant les articles du RIN habituel ; à titre d'exemple, l'article P.6.2.1 prévoit que l'avocat parisien doit être muni d'un mandat obligatoire dans certains cas). Il a des obligations d'indépendance, de loyauté, et de confidentialité via le secret professionnel. Il ne devrait pas diffamer. S'il manque à ces obligations, le barreau auquel il appartient peut le sanctionner (d'un avertissement à la radiation).
Outre le conseil et la défense judiciaire, il peut être avocat d'affaires et/ou exercer comme conciliateur ou médiateur en résolution de litiges (pouvant être sollicité au magistrat responsable de l'instance comme prévu aux dispositions de l'article 127 du Code de procédure civile).
Hormis l'aide juridictionnelle, prise en charge par l'État, qui permet aux justiciables (sous certaines conditions, notamment de ressources) d'être assistés et/ou représentés en justice gratuitement (aide juridictionnelle totale) ou à moindre coût (aide juridictionnelle partielle), l'avocat perçoit des honoraires. Il en existe de trois sortes : le premier est calculé selon le nombre d'heures de traitement de l'affaire ; le deuxième est calculé de manière forfaitaire, quel que soit le temps consacré au traitement de l'affaire ; le troisième est calculé en fonction du résultat (par exemple, un certain pourcentage de la somme allouée par une décision de justice). En France, il est cependant interdit de convenir d'un honoraire exclusivement dépendant du résultat ; l'honoraire de résultat est un complément d'un honoraire au temps passé ou forfaitaire. Les honoraires de l'avocat sont généralement libres (seuls 4 % des avocats sont salariés).

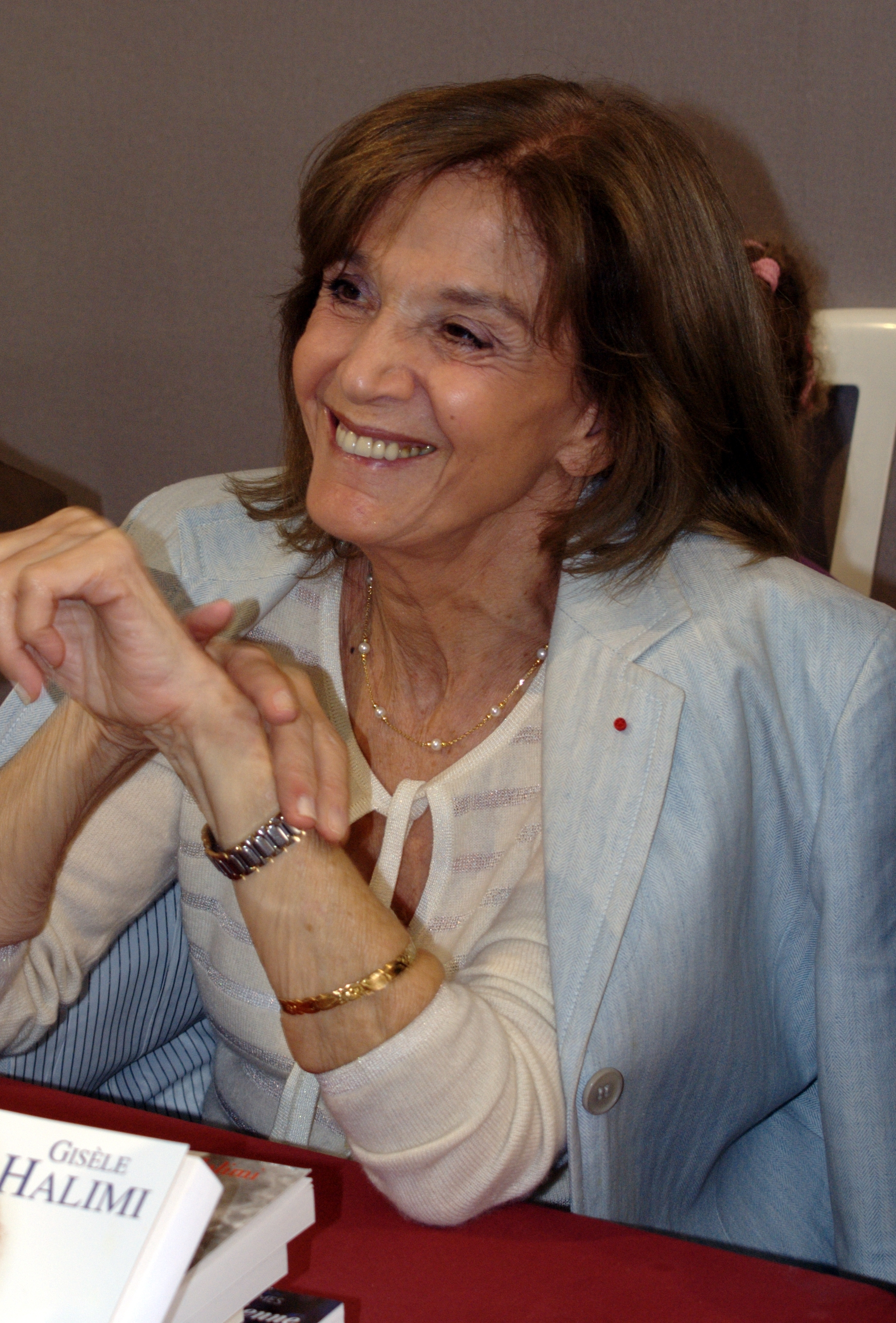
Gisele Halimi à la Fête de l'Humanité en 2008

Le nombre d'avocats a augmenté de plus de 42 % en France en dix ans (de 2002 à 2012). On dénombre 69 000 avocats en France au 1er janvier 2012. En 2022, plus de 74 000 avocats exercent leurs activités de conseils ou de plaidoiries, sur le territoire français.
La profession se féminise avec en moyenne 56,4 % d'avocates dans le métier, mais ce taux varie de 33  à   73 % selon le barreau considéré. La profession s'internationalise aussi : 2 333 avocats exerçant en France sont étrangers (3,5 % des inscrits, venant pour moitié de l'UE, 29 % venant de pays africains francophones et 8 % d’Amérique du Nord). Plus de 75 % des avocats étrangers étaient en 2019 inscrits au barreau de Paris.
Chaque avocat est inscrit à un barreau adossé à un tribunal judiciaire ou une cour d'appel, sous la responsabilité d'un Bâtonnier. Le Conseil National des Barreaux (CNB) est l'institution nationale de représentation de la profession.

#### Roumanie
En Roumanie, l'accès à la profession d'avocat suppose la réussite à un examen d'entrée dans un barreau faisant partie de l’Union nationale des Barreaux de Roumanie. Cet examen se passe après l'obtention d'un diplôme en droit (quatre années d'études supérieures juridiques). En cas de réussite, le stagiaire peut solliciter son inscription à la liste des avocats-stagiaires du Barreau en question. Pour être inscrit au tableau des avocats, au bout de deux ans de stage, le stagiaire doit réussir un examen.

#### Royaume-Uni

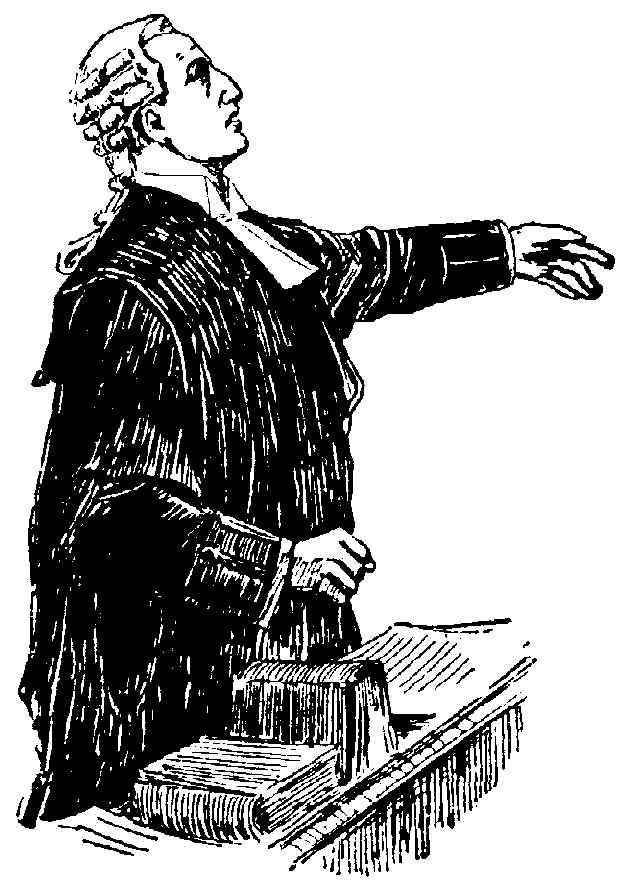
Un barrister britannique.

Au Royaume-Uni, la fonction d'avocat est scindée en deux corps :
- celui des barristers (Angleterre et Pays de Galles) ou des advocates (Écosse), qui plaident les affaires devant les cours ;
- celui des solicitors, avocat généraliste, qui instrumentent, postulent, et conseillent juridiquement leurs clients[pas clair].

Traditionnellement, en Angleterre et au Pays de Galles, c'est le solicitor qui est contacté en premier, et c'est celui-ci qui transfère, le cas échéant, l'affaire au barrister qui plaidera devant la cour selon les instructions qui lui seront confiées par le solicitor. Néanmoins, le solicitor peut aussi lui-même plaider une affaire devant les juridictions inférieures.
Cette distinction entre les deux professions est néanmoins remise en cause depuis quelques années, puisque les solicitors plaident de plus en plus devant les juridictions supérieures, comme la Court of Appeal of England and Wales et la High Court of Justice. Les cabinets de solicitors recrutent leurs propres barristers pour des affaires spécialisées, délaissant les traditionnelles sociétés de moyens (chambers ou sets) de barristers.

#### Suisse

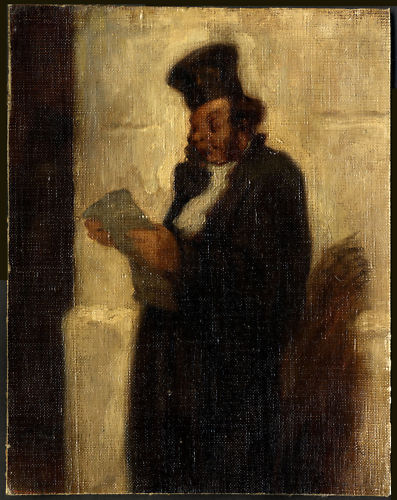
L'Avocat au placet (Daumier).

En Suisse, l'avocat doit être titulaire d'un brevet délivré par une autorité du canton. Les conditions varient d'un canton à l'autre, mais la loi fédérale sur la libre circulation des avocats (LLCA) définit les conditions minimales auxquelles doivent répondre les avocats pour pouvoir plaider dans toute la Confédération.
Pour être inscrit au tableau des avocats-stagiaires, le candidat doit être titulaire d'un bachelor (Baccalauréat universitaire) en droit. L'obtention du brevet, qui permet l'inscription au registre des avocats, nécessite quant à elle le master (Maîtrise universitaire) en droit et la réussite d'un examen, accompli généralement après une période de stage de 2 ans (la durée minimale et les modalités sont toutefois propres à chaque canton). Dans le canton de Genève, il est en outre nécessaire de réussir, avant l'exercice du stage ou en parallèle, l'École d'avocature du canton pour être admis à se présenter à l'examen du brevet.
L'avocat, qui est un auxiliaire de la Justice, est soumis à une surveillance étatique. Il doit respecter les règles professionnelles, qui figurent exhaustivement dans LLCA et qui sont donc unifiées au niveau fédéral. L'avocat peut en outre être soumis aux règles associatives de l'Ordre des avocats, s'il en fait partie. Il y a un ordre des avocats par canton et toutes ces associations sont regroupées dans la Fédération suisse des avocats (FSA).
L'avocat est soumis au secret professionnel pour toute l'activité qu'il déploie dans le cadre de sa profession (conseils juridiques, représentation en justice, résolution extrajudiciaire des litiges). Ce secret protège la relation de confiance entre le client et son avocat. Ce dernier ne pourrait par exemple jamais être tenu de témoigner en justice contre son client, même si l'autorité de surveillance venait à délier l'avocat de son secret professionnel.
La rémunération de l'avocat est en principe fixée en fonction du temps qu'il doit consacrer à l'affaire, à un tarif horaire qui peut être fixé librement avec le client. La rémunération peut toutefois être modulée en fonction de l'importance du litige (valeur litigieuse), de la difficulté de la cause, de la responsabilité qu'encourt l'avocat et de la situation financière du client. Il est en revanche interdit à l'avocat de renoncer par avance à tout honoraire au cas où son client succomberait en justice. De même, il lui est interdit de se faire promettre une rémunération au prorata de ce que touchera son client (pactum de quota litis). En revanche, une récompense en cas de gain du procès, qui s'ajouterait aux honoraires de base, est en principe admise (pactum de palmario).

## Avocats célèbres

### Avocats historiques
- avocats du XVIIIe siècle ;
- avocats du XIXe siècle.

### Avocats contemporains
- avocats du XXe siècle ;
- avocats du XXIe siècle.